# Maristela Grazzia
Maristela Grazzia foi eleita Miss Brasil Mundo de 1981, representando o estado de São Paulo. É a quarta mulher (após Sônia Yara Guerra em 1970, Ângela Maria Favi em 1972 e Léa Silvia Dall'Acqua em 1979) do estado a ostentar o título.